# ألفرد وولف (حاخام)
ألفرد وولف (بالألمانية: Alfred Wolf)‏ هو حاخام ألماني، ولد في 7 أكتوبر 1915 في إبرباخ في ألمانيا، وتوفي في 1 أغسطس 2004 في أوكلاند في الولايات المتحدة.